# Anglicy
Anglicy (ang. English people) – naród germański zamieszkujący głównie Wielką Brytanię, zwłaszcza Anglię (ok. 45 mln), posługujący się językiem angielskim z grupy języków germańskich. Poza Zjednoczonym Królestwem mieszkają głównie w Republice Południowej Afryki, Związku Australijskim, Kanadzie i Stanach Zjednoczonych. Anglicy wyznają głównie anglikanizm.

## Historia
Kultura Anglików zaczęła się kształtować w średniowieczu pod wpływami celtyckimi, romańskimi (gł. francuskimi) oraz skandynawskimi (głównie normańskimi i nordyckimi). Od czasów nowożytnych zaczęła wpływać na kulturę reszty świata. Za pierwszego Anglika uważa się człowieka z Boxgrove, którego szczątki znaleziono w hrabstwie West Sussex.
Główną rolę w etnogenezie Anglików odegrali germańscy Anglowie, Sasi i Jutowie, którzy wyemigrowali z kontynentu i zajęli południową oraz środkową część Wielkiej Brytanii, wypierając na północ i zachód celtyckich Brytów. Po najazdach duńskich i norweskich wikingów powstała wspólnota anglosaska, która uległa politycznym i kulturowym wpływom Normanów z północnej Francji, którzy w 1066 r. podbili Anglię. W niedługim czasie ukształtował się naród angielski. Ekspansja Anglików przyczyniła się do postępującej anglicyzacji celtyckiej kultury Walijczyków, Irlandczyków i Szkotów, a wraz z kolonializmem, do współkształtowania etnicznego, politycznego, ekonomicznego, kulturowego i językowego oblicza znacznej części świata. Od czasów nowożytnych kultura angielska oddziaływała na kulturę europejską, a potem światową. Od XIX w. Anglicy są zurbanizowanym i wysoko rozwiniętym pod względem ekonomicznym społeczeństwem Starego Kontynentu. Utrzymują do dziś niektóre elementy tradycji społeczno-politycznych i obyczajowych, związanych m.in. z ustrojem monarchicznym.